# جعفر عبد الوهاب
جعفر عبد الوهاب (30 يوليو 1987) لاعب كرة قدم بحريني معتزل كان يجيد اللعب في مركز الظهير الأيسر.